# Hologynus hologynus
Hologynus hologynus är en ringmaskart som först beskrevs av Wilhelm Michaelsen 1907.  Hologynus hologynus ingår i släktet Hologynus och familjen Haplotaxidae. Inga underarter finns listade i Catalogue of Life.